# Bá Châu, Tuân Nghĩa
Bá Châu (播州区) là một quận tại địa cấp thị Tuân Nghĩa, Quý Châu, Cộng hòa Nhân dân Trung Hoa. Quận này có diện tích 4491 km2, dân số năm 2002 là 1.140.000 người, mã số bưu chính là 56300.

## Các đơn vị hành chính
Bá Châu có các đơn vị hành chính trực thuộc sau:

### Cáctrấn
- Nam Bạch (南白镇)
- Tam Xá (三岔镇)
- Cẩu Hà (苟江镇)
- Long Khanh (龙坑镇)
- Tam Hợp (三合镇)
- Ô Hồng (乌江镇)
- Tân Bồ (新蒲镇)
- Tân Đan (新舟镇)
- Vĩnh Lạc (永乐镇)
- Hà Tử (虾子镇)
- Tam Độ (三渡镇)
- Long Bình (龙坪镇)
- Lạt Bá (喇叭镇)
- Thâm Khê (深溪镇)
- Đoàn Khê (团溪镇)
- Tây Bình (西坪镇)
- Thiết Xưởng (铁厂镇)
- Thượng Kê (尚稽镇)
- Mao Lật (茅栗镇)
- Tân Dân (新民镇)
- Áp Khê (鸭溪镇)
- Lạc Sơn (乐山镇)
- Thạch Bản (石板镇)
- Phong Xuân (枫香镇)
- Phán Thủy (泮水镇)
- Mã Đề (马蹄镇)
- Sa Cảng (沙湾镇)
- Tùng Lâm (松林镇)
- Kim Đỉnh Sơn (金鼎山镇)
- Mao Thạch (毛石镇)
- Sơn Bồn (山盆镇)
- Chi Ma (芝麻镇)

### Cáchương
- Hồng Quan Miêu tộc (洪关苗族乡)
- Bình Chính Ngật Lão tộc (平正仡佬族乡)